# Cymbidium insigne
Cymbidium insigne Rolfe, 1904 è una pianta della famiglia delle Orchidacee originaria del sud est Asiatico.

## Descrizione
È un'orchidea di grandi dimensioni, spesso gigantesche, con crescita epifita. C. insigne presenta pseudobulbi ovoidali, leggermente appiattiti ai lati che portano da 6 a 10 foglie che diminiuscono in dimensione verso l'alto, di forma strettamente ellittico-lanceolata, ad apice acuto.
La fioritura avviene normalmente dall'autunno alla primavera, mediante un'infiorescenza derivante da uno pseudobulbo maturo, molto lunga, da un metro a un metro e mezzo, recante molti fiori  (fino a 27). Questi sono molto appariscenti, grandi da 7 a 9 centimetri, non profumati e presentano petali e sepali bianchi soffusi di rosa, con labello  dello stesso colore, maculato di rosso porpora

## Distribuzione e habitat
C. insigne cresce in Thailandia, Vietnam e Cina meridionale (Hainan).
Il suo habitat sono le foreste umide di alta quota, tra i 1000 e i 2600 m di altitudine.